# Mahmoud Badr
Mahmoud Badr (1985) es un activista y periodista egipcio. Fue cofundador del movimiento Tamarod ("Rebelde") del cual es portavoz oficial y uno de sus principales dirigentes. Tamarod reunió millones de firmas exigiendo la renuncia del expresidente Mohamed Morsi, y originó protestas masivas organizadas, que finalmente condujo a Morsi a ser expulsando por el ejército egipcio.
Badr tiene una carrera en la producción de medios de difusión y periodismo. Comenzó su actividad política durante la presidencia de Hosni Mubarak, sirviendo como coordinador del movimiento de oposición popular, Kefaya ("Basta"), que fue fundado en 2004. También fue un miembro de la Asociación Nacional para el Cambio (NAC) encabezado por Mohamed ElBaradei. Mubarak fue derrocado durante la revolución egipcia de 2011. Antes de 2013, Badr no era una de las figuras prominentes en el movimiento revolucionario.